# Hester Stanhope
Hester Lucy Stanhope, född 12 mars 1776, död 23 juni 1839, var en brittisk resenär, utgrävare, memoarskrivare och brevskrivare. Hon är känd för sina resor i Mellanöstern. Hon lämnade England 1810 för att resa runt i Levanten med beduiner, och bosatte sig så småningom i Syrien.
Hester Stanhopes arkeologiska utgrävningar i Ashkelon 1815 har beskrivits som de första som utfördes i enlighet med moderna arkeologiska principer, och hennes användning av medeltida italienska dokument har beskrivits som en av de tidigaste användningarna av textmässiga källor för arkeologiska utgrävningar. Hennes efterlämnade brev och hennes memoarer gjorde henne till en av sin samtids mest berömda resenärer.

## Biografi
Hester Stanhope var dotter till Charles Stanhope, 3:e earl Stanhope, adelsman, politiker och vetenskapsman, och hans första hustru Lady Hester Pitt, som var syster till den brittiska premiärministern William Pitt den yngre. Stanhope växte upp i sin fars residens Chevening i Kent (grevskap). Vid 10 års ålder blev hon föräldralös och flyttade till sin mormor, som varit gift med William Pitt den äldre.
När mormodern dog 1803 bosatte sig Stanhope hos sin morbror William Pitt den yngre på 10 Downing Street, och fungerade som hans värdinna, hushållerska och privatsekreterare. Efter William Pitts död i januari 1806 mottog hon en pension från brittiska staten. Hon levde sedan några år i Wales.
Efter några år i Wales önskade Stanhope göra en resa till Mellanöstern. Hennes beslut att lämna England har förmodats bero på en serie besvikelser i privatlivet. Hennes förre älskare Granville Leveson-Gower, 1:e earl Granville gifte sig med en annan kvinna år 1809, och hennes brevvän John Moore, som hon ryktades vara trolovad med, avled samma år i slaget vid La Coruña 16 januari 1809.

### Resan till Mellanöstern
Hester Stanhope anställde en skotsk läkare, Charles Lewis Meryon, och avreste i februari 1810 med sin kammarjungfru Miss Williams och sin bror James Hamilton Stanhope. En brittisk fregatt förde dem till Alexandria, där hon vistades en tid och lärde sig turkiska och arabiska.
Resan gick vidare, och i Egeiska havet råkade fartyget in i en storm och led skeppsbrott på Rhodos. Sällskapet överlevde men förlorade sin packning, och Stanhope fick låna turkiska kläder, som hon fann mycket bekväma.
Våren 1813 reste hon förklädd till man, eskorterad av beduiner genom öken till den syriska staden Palmyra och mottogs som en drottning av lokalbefolkningen. Hon blev den första kvinnan som besökte ruinerna efter drottning Zenobias huvudstad.
Därefter reste Stanhope runt i Mellanöstern och bosatte sig i ett kloster utanför Sidon i södra Libanon.
Hester Stanhope antog den lokala manliga klädedräkten och engagerade sig i politiken. Lady Stanhope betraktades som en profet av den folkstam (druserna) hon levde tillsammans med.

## Memoarer
Hester Stanhopes läkare Charles Lewis Meryon lät 1846 utge hennes memoarer, som hade dikterats för honom av henne själv. Dessa utgavs som tre volymer under namnetMemoirs of the Lady Hester Stanhope as related by herself in Conversations with her Physician, följda 1847 av tre volymer under namnet Travels of Lady Hester Stanhope, forming the Completion of her Memoirs narrated by her Physician. 

## Eftermäle
Hester Stanhope blev berömd i sin samtid och har nämnts inom litteratur och fiktion sedan dess. Hon blev föremål för en TV-film, Queen of the East (1995) med Jennifer Saunders i huvudrollen.